# Pferdebahn Limhamn
| Pferdebahn Limhamn (etwa 1910)                                                                          |                             |                    |                    |
| Streckenlänge:                                                                                          | etwa 5 km                   |                    |                    |
| Spurweite:                                                                                              | 891 mm (schwed. 3-Fuß-Spur) |                    |                    |
| |                             |                    |                    |
| \| \| 0 \| Limhamn station \| Limhamn station \| \| \| 5 \| Limhamn kallbadhus \| Limhamn kallbadhus \| |                             |                    |                    |
| Kopfbahnhof Streckenanfang (Strecke außer Betrieb)                                                      | 0                           | Limhamn station    | Limhamn station    |
| Kopfbahnhof Streckenende (Strecke außer Betrieb)                                                        | 5                           | Limhamn kallbadhus | Limhamn kallbadhus |

Die Pferdebahn Limhamn war eine schmalspurige schwedische Eisenbahnstrecke. Sie wurde von der AB Stranden zwischen Limhamn station und Limhamn kallbadhus am Öresund erbaut und als Pferdebahn betrieben.

## AB Stranden
AB Stranden, eine Aktiebolag (schwedische Form der Aktiengesellschaft), betrieb ein Badehaus in Limhamn am Öresund. Ihr gehörte die Pferdebahn, die den Bahnhof in Limhamn mit dem Badehaus verband.
Im Dezember 1899 wurde das alte Badehaus in Limhamn durch einen Sturm zerstört. Dieses Badehaus zog im Sommer viele Bewohner Malmös an und dadurch erhöhte sich saisonal die Zahl der Fahrgäste der Malmö–Limhamns Järnväg. Deshalb wurde der Wiederaufbau des Badehauses geplant. Am 10. Januar 1900 wurde unter der Führung des Ingenieurs Rudolf Fredrik Berg die Gesellschaft AB Stranden gegründet, um ein neues Badehaus zu bauen. Dieses wurde im Juni 1900 eröffnet.
Damit die Badegäste aus Malmö das am Strand liegende Badehaus leichter erreichen konnten, wurde am 1. Juli 1900 eine eingleisige Pferdebahn vom Bahnhof in Limhamn zum Badehaus eröffnet, die ebenfalls von AB Stranden gebaut wurde. Die Strecke führte durch die Öresundsgatan (heute ein Teil des Limhamnsvägen), über die Strandgatan vorbei am Badehaus zur Kreuzung von Strandgatan mit Kaptensgatan (jetzt Gustavsgatan).
Ein Nebengleis in der Östra Hamngatan (jetzt Idrottsgatan) führte zu einem Wagenschuppen bei der Viktoriagatan (jetzt Valborgsgatan).
Auf der Strecke mit der Spurweite von 891 mm waren zwei Wagen eingesetzt, die von Ludvig Rössels Mek. Verkstads AB in Arlöv gebaut wurden.
Der Verkehr wurde nur während der Saison von Mai bis September durchgeführt. Dieser Saisonverkehr endete 1914. Am 9. Oktober 1914 wurden die Bahnanlagen der Stadt Malmö überlassen, um Limhamn mit dem Straßenbahnnetz von Malmö zu verbinden. Von der damaligen Verkehrsgesellschaft Malmö stads spårvägar (heute ML Malmö Trafik AB) wurde nach den entsprechenden Umbauarbeiten ab dem 18. Juli 1915 die Straßenbahnlinie 4 von Limhamn nach Möllevången betrieben.